# Pomigliano d'Arco
Pomigliano d'Arco là một đô thị của Ý. Đô thị này thuộc tỉnh Napoli trong vùng Campania, ở phía đông bắc thành phố Napoli. Pomigliano d'Arco có diện tích km2, dân số theo ước tính năm 2010 của Viện thống kê quốc gia Ý là 39.300 người. 
Thành phố có nhà máy ô tô Alfa Romeo Alfasud nay thuộc sở hữu Fiat. Thành phố là nơi có căn cứ không quân lớn trong thế chiến 2 bị Không quân Hoa Kỳ tấn công nhiều lần.
Các đơn vị dân cư:
Đô thị Pomigliano d'Arco giáp với các đô thị: